# Ebru Şahin (attrice)
Ebru Şahin Osman (Istanbul, 18 maggio 1994) è un'attrice turca, nota per le sue interpretazioni nei film Şuursuz Aşk, Babam e nella serie televisiva Hercai.

## Biografia
Nativa di Istanbul, compie il suo esordio da attrice nel 2017. Poco tempo dopo essere stata selezionata da Nihat Durak per il suo primo ruolo, quello di Nilüfer, nel film Babam, ottiene piccole parti nelle serie televisive Savaşçı e İstanbullu Gelin.
Nel 2018 appare nella serie Altın Tepsi oltre a tornare sul grande schermo con il lungometraggio Kan Parasi, diretto da Ali Adnan Özgür, dove è protagonista assieme a Erkan Can e Mutlu Güney. Lo stesso anno viene scelta come testimonial per Pantene.
Agli inizi del 2019 si reca nella città di Mardin per le riprese della serie drammatica Hercai, in onda su ATV a partire dalla primavera dello stesso anno. Qui veste i panni di Reyyan Sadoglu, protagonista assieme al nobiluomo Miran Aslanbey, interpretato da Akın Akınözü, il quale la seduce per vendicare la morte dei propri genitori ma finisce con l'innamorarsi della ragazza. Il progetto si rivela un successo sia in Turchia che all'estero e contribuisce a lanciare il nome dell'attrice. Più tardi è nel cast del film Şuursuz Aşk, di Umut Ertek, dove affianca İsmail Hacıoğlu e Burcu Kara.
Dal 2022 è sposata con Cedi Osman.

## Filmografia

### Cinema
- Babam, regia di Nihat Durak (2017)
- Kan Parasi, regia di Ali Adnan Özgür (2018)
- Şuursuz Aşk, regia di Umut Ertek (2019)
- Un vero gentiluomo (Tam Bir Centilmen), regia di Onur Bilgetay (2024)

### Televisione
- Savaşçı – serie TV, (2017)
- İstanbullu Gelin – serie TV, (2017)
- Forbidden Fruit (Yasak Elma) – serie TV, (2018)
- Altın Tepsi – serie TV, (2018)
- Hercai - Amore e vendetta (Hercai) – serie TV, (2019)
- Destan - serie TV, (2021)
- Yüz Yıllık Mucize - serie TV, (2023) 13 puntate

## Doppiatrici italiane
Nelle versioni in italiano nelle opere in cui ha recitato, Ebru Şahin è stata doppiata da:
- Emanuela Ionica in Un vero gentiluomo
- Alessandra Bellini in Hercai - Amore e vendetta